# Trčkov
Trčkov je národní přírodní rezervace poblíž obce Orlické Záhoří v okrese Rychnov nad Kněžnou. Oblast spravuje AOPK ČR Správa CHKO Orlické hory. Důvodem ochrany je zbytek přirozeného smíšeného porostu dřevin autochtonní provenience v Orlických horách.

## Galerie

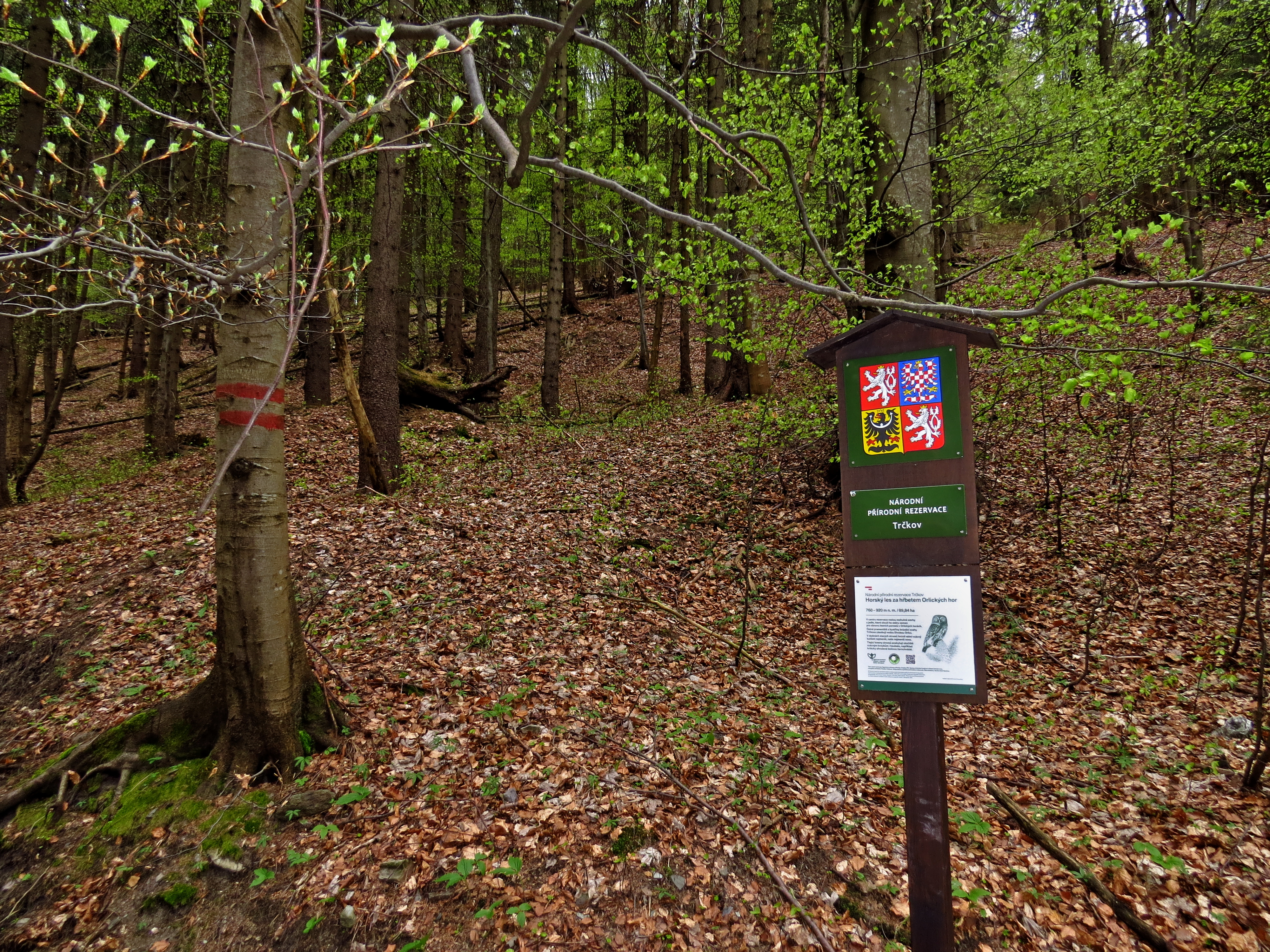
Okraj rezervace
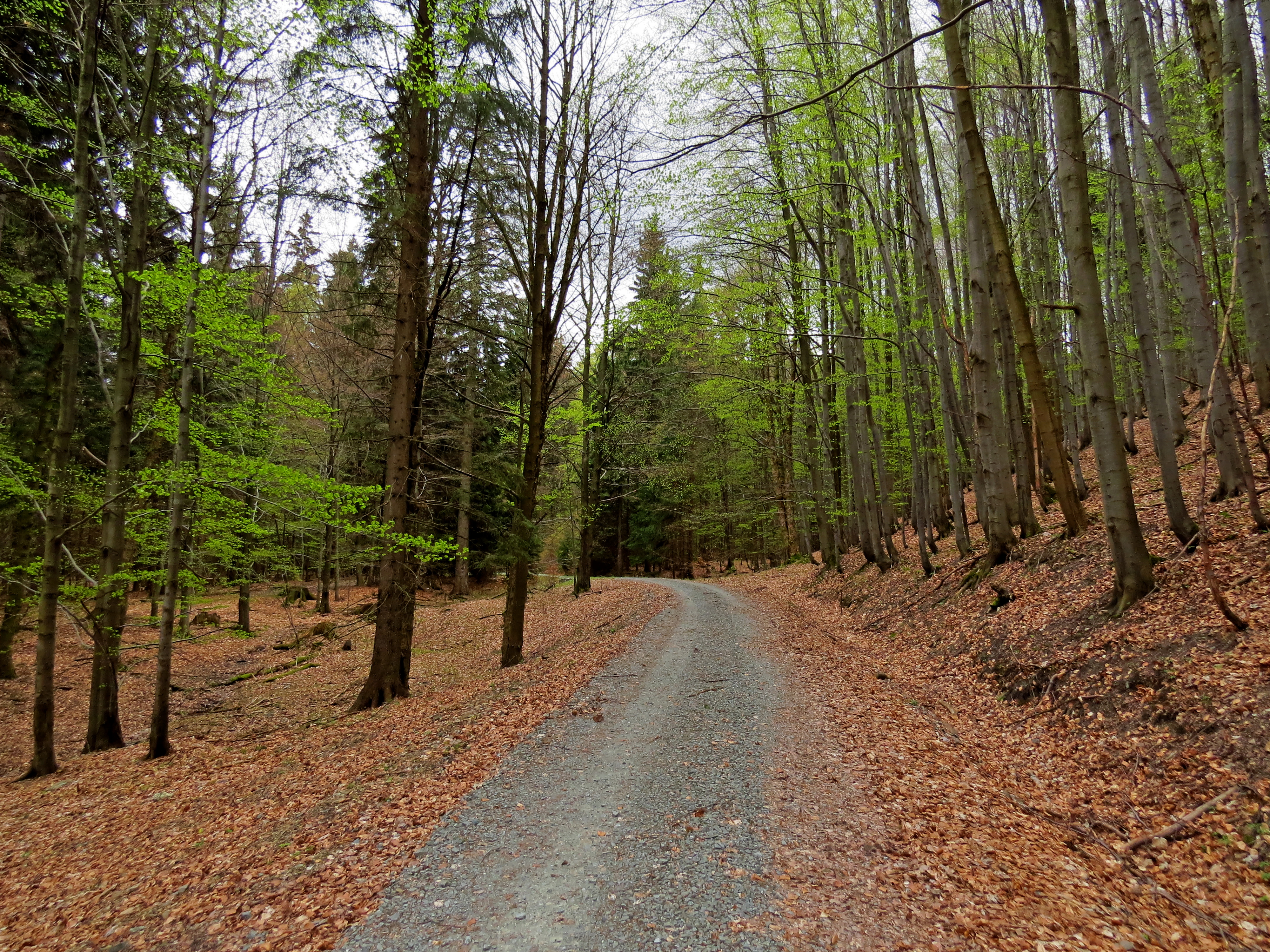
Lesní cesta v rezervaci
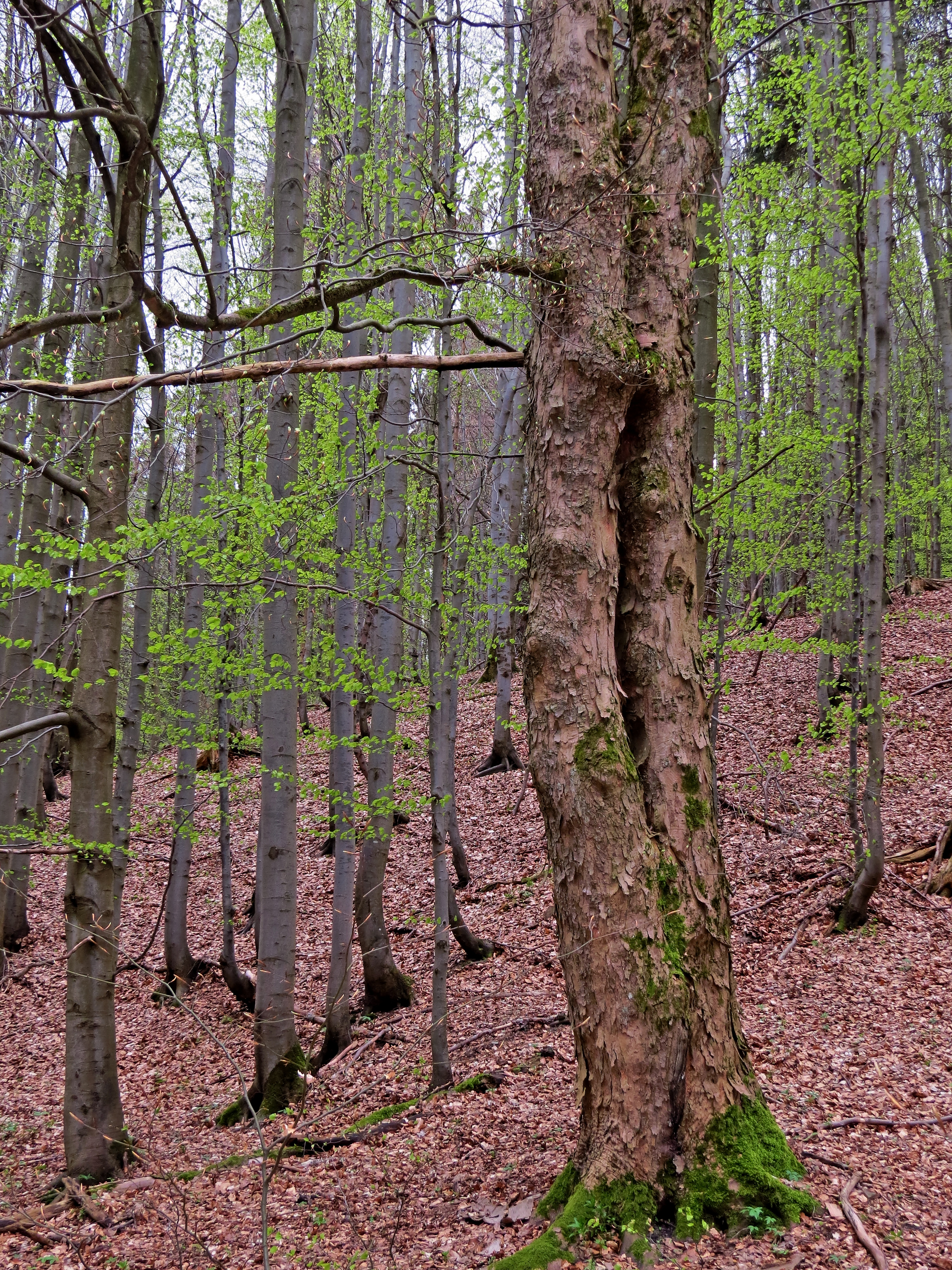
Přirozené lesní porosty
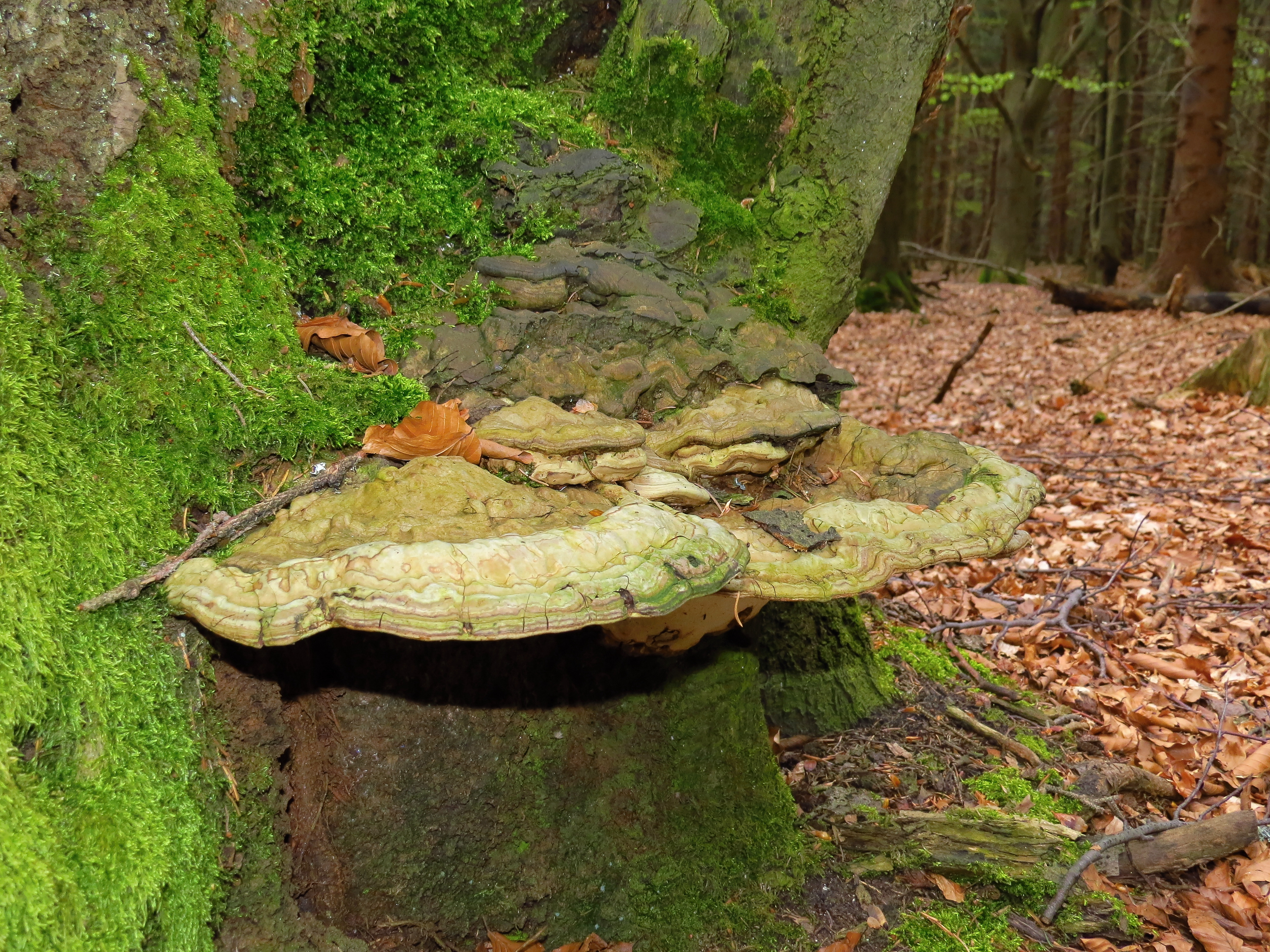
Dřevokazná houba troudnatec kopytovitý
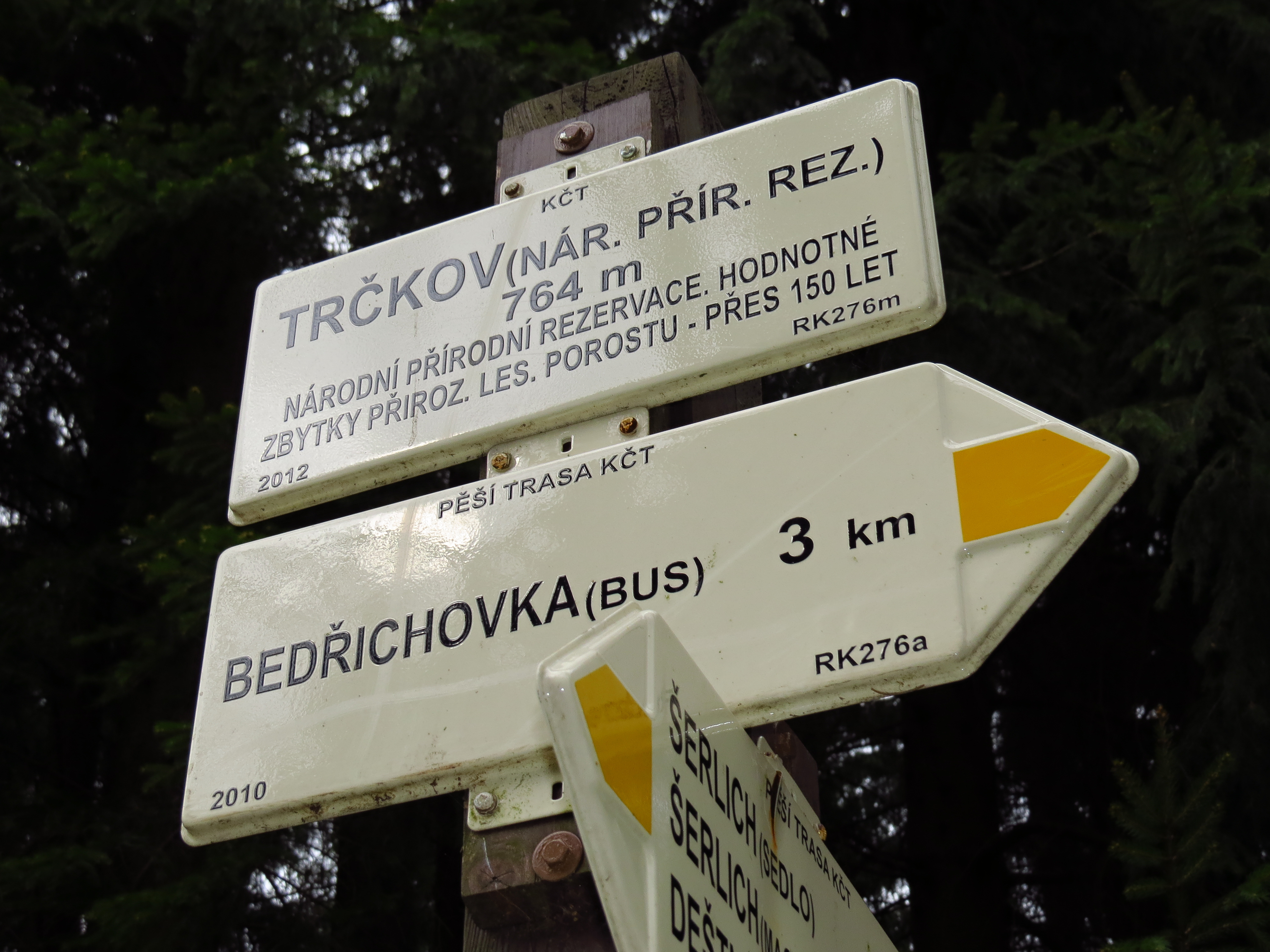
Turistický rozcestník u rezervace